# Alfonso Esparza Oteo
Alfonso Esparza Oteo (Aguascalientes, (Mèxic), 2 d'agost de 1894 - Mèxic D. F., 31 de gener de 1950) fou un músic i intèrpret mexicà. Fundador el 1945 de la primera agrupació de músics, antecedent directe de la Societat d'Autors i Compositors de Mèxic.
Abandonà la carrera militar per dedicar-se a la música, estudiant en el Conservatori Nacional, on fou deixeble de Manuel León i Arturo Miramontes. El 1920, durant el govern Obregón, va ser nomenat director de l'anomenada Orquesta Típica Presidencial, que acostumava a interpretar temes del folklore nacional.
Esparza optà per la música lleugera, aconseguint un extraordinari èxit la seva cançó Un viejo amor, popularitzada arreu del món. La companyia discogràfica Columbia Records el contractà com assessor artístic el 1927, i el 1929 fa fer el mateix la companyia mexicana Brunswick. Compartí la seva creativitat artística amb una intensa tasca en favor de les institucions musicals i fundà el Sindicat d'Autors i Compositors i la Unió de Directors d'Orquestra.
Altres de les seves cançons són: Fue mentirà, Plenitud, Carta de amor, Adiós, Golondrina mensajera, també molt popular, Íntimo secreto, etc. Col·laborà en revistes musicals i és autor de Tres monos en un caballo, estrenada el 1936.